# Andromaco il Vecchio
Andromaco detto il Vecchio (in greco Ἀνδρόμαχος; fl. I secolo) è stato un medico greco antico, vissuto nel I secolo d.C..
Nativo di Creta, fu medico di Nerone (54-68 d.C.). È noto soprattutto per essere stato il primo a vedersi conferito il titolo di Archiater e come inventore di un celebre farmaco e antidoto, che da lui prese il nome di “Theriaca Andromachi” (teriaca).
Andromaco ha lasciato le istruzioni per la preparazione di questa miscela in un poema elegiaco in lingua greca di 174 versi, dedicato a Nerone.
Galeno cita il poema per intero in due delle sue opere e afferma che Andromaco scelse questa forma perché più facile da ricordare e più difficile da alterare rispetto alla prosa.
Anche suo figlio, Andromaco il Giovane, fu medico alla corte imperiale.